# Colibrí verd
El colibrí verd (Colibri thalassinus) és una espècie de picaflor que viu a les terres altes des de la part central de Mèxic fins a l'oest de Panamà i a la regió dels Andes des del nord de Veneçuela fins a Bolívia. És una au migratòria que arriba fins als Estats Units i fins i tot Canadà.

## Descripció
- Colibrí mitjà, amb uns 11 cm de llargària i uns 5 grams de pes.
- Color general verd blavós iridescent. Cua amb una banda blava.
- Taca violeta darrere de l'ull. Taca de plomes verdes a la gola, amb punts negres.
- Bec i peus negres.[2]